# Puntina

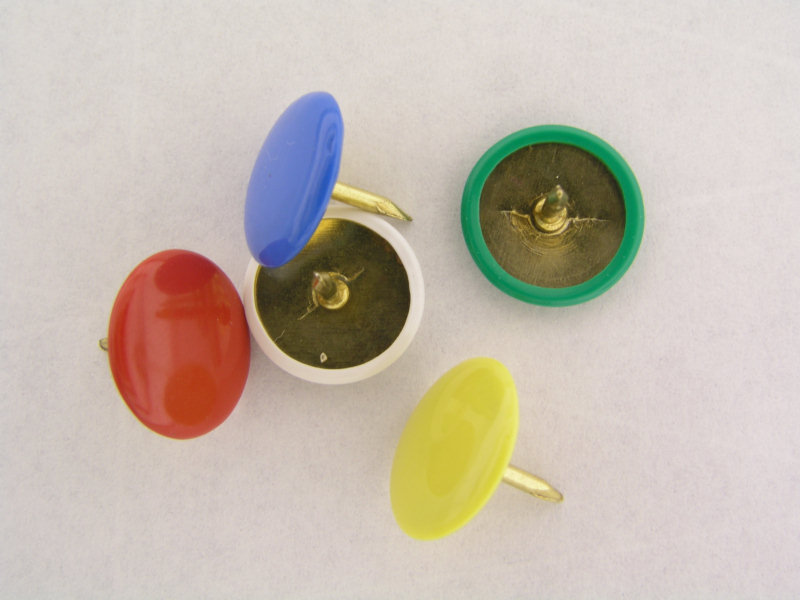
Puntine di ferro colorati con plastiche

La puntina è una sorta di spillo che si usa per attaccare provvisoriamente un foglio, generalmente di carta, a una superficie dura ma perforabile (legno, sughero, materiale plastico). È composta da un gambo, corto, appuntito e di una certa robustezza e una testa larga e appiattita, che consente di spingerla con le dita senza farsi male.

## Storia
Tre sono i nomi e le date a cui si fa risalire la nascita della puntina: Edwin Moore attorno al 1900, anno in cui fondò la Moore Push-Pin Company; Johann Kirsten, orologiaio di Lychen in Germania nel 1903 vendette i diritti a Otto Lindstedt, un uomo d'affari che ne ottenne il brevetto nel 1904; Heinrich Sachs, austriaco nel 1888.

## Tipi di puntine

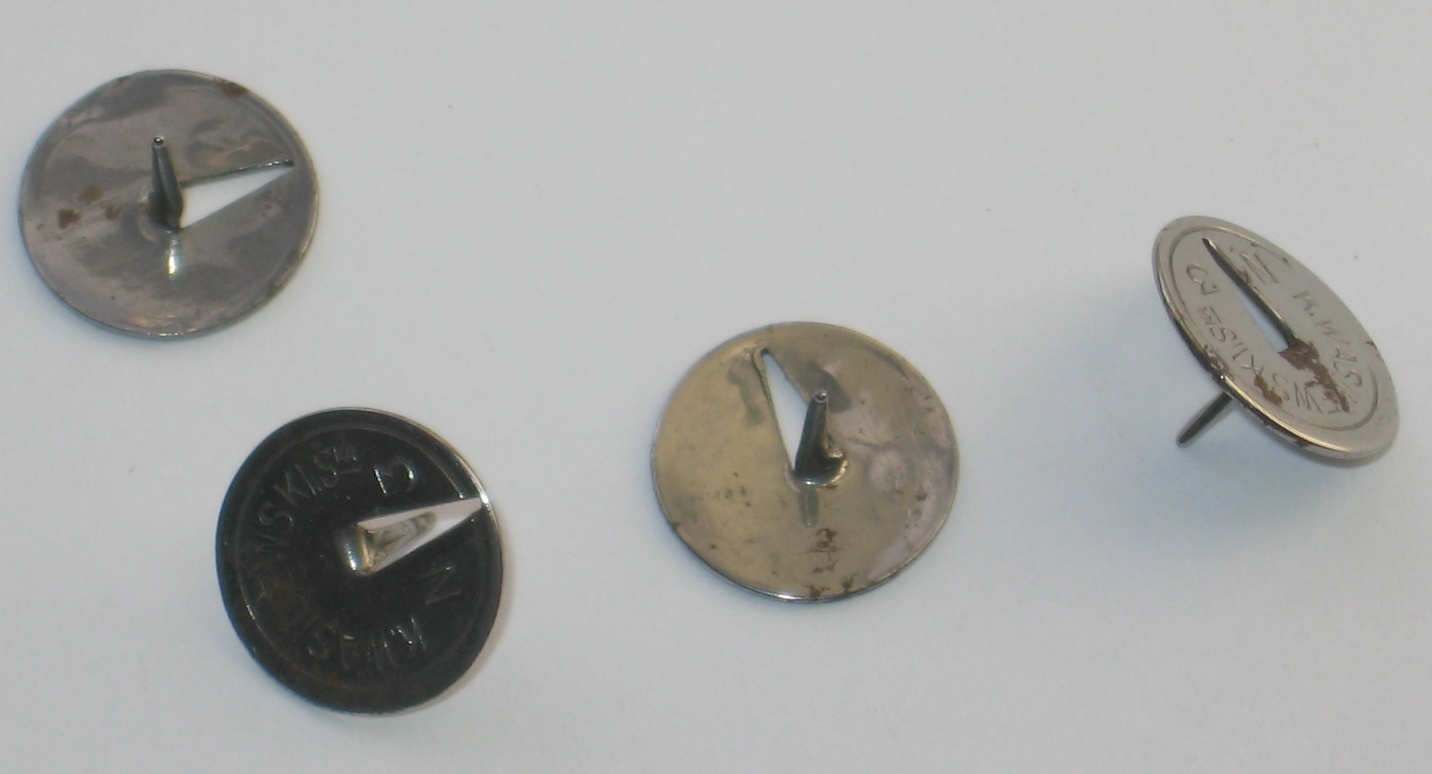
Puntine degli anni '30

Il tipo più vecchio è quello ottenuto da un dischetto di ferro in cui viene ricavata la punta con un taglio a V, poi piegata ad angolo retto, questo modello ha il difetto di vedere piegata la punta se la forza applicata per farla penetrare non è perpendicolare al supporto.

### Puntina da disegno
È un dischetto di metallo da cui sporgono tre piccole e corte punte, ricavate dal dischetto stesso tramite taglio e piegatura. Questa puntina ha un foro centrale e diametro di un centimetro circa. Veniva usata per applicare un foglio su tavolette, sul tecnigrafo o altri tavoli da disegno e tolta con un apposito leva-puntine. Oggi viene ampiamente sostituita dal nastro adesivo in carta.

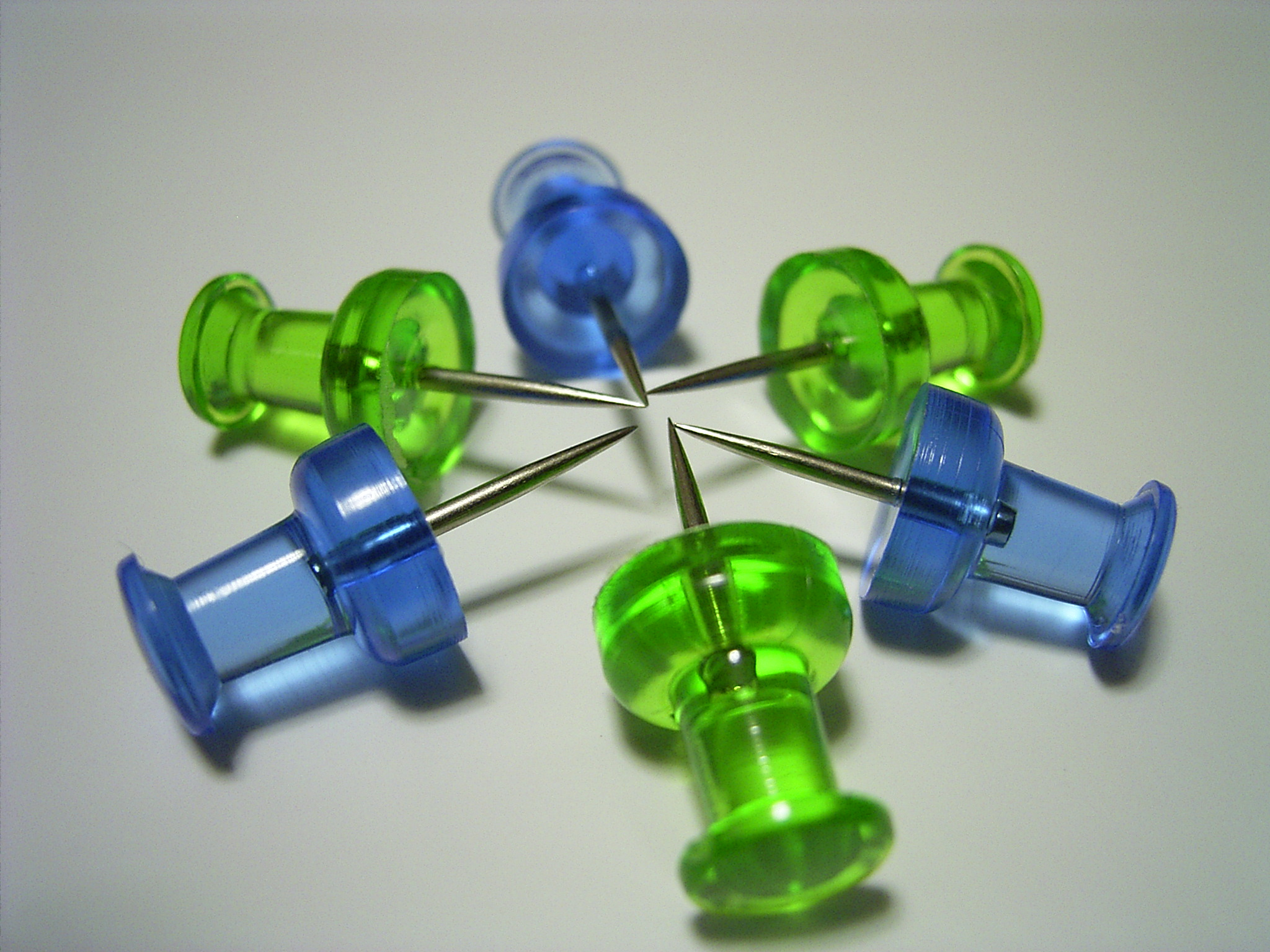
Puntine in plastica

### Puntina in ottone
Molto comuni sono quelle in ottone, composte da un dischetto bombato e una punta di sezione circolare saldata alla testa. Spesso la testa ha un rivestimento colorato fatto con un foglio di plastica.

### Puntina con testa in plastica
La testa in plastica, sagomata con una certa altezza, permette una comoda presa, si usa qualora serva un rapido o frequente riposizionamento, a differenza delle puntine tradizionali che per essere tolte devono essere scalzate con l'uso di un tagliacarte, coltello o con le unghie.

## Puntina digitale
In informatica un pin (puntina in inglese) è l'icona che rappresenta un puntale, una puntina o uno spillo.